# Neuheim
Neuheim est une commune suisse du canton de Zoug.

## Géographie

Photo aérienne (1966).

Selon l'Office fédéral de la statistique, Neuheim mesure 7,92 km2. 

## Démographie
Selon l'Office fédéral de la statistique, Neuheim compte 2 340 habitants fin 2022. Sa densité de population atteint 295 hab./km2.
Le graphique suivant résume l'évolution de la population de Neuheim entre 1850 et 2008 :

## Monuments et curiosités
- L'église paroissiale de Notre-Dame (Unserer Lieben Frau) fut édifiée en 1504 sur l'emplacement d'une église plus ancienne. La nef a été agrandie en 1663-64. Au cimetière, chapelle Saints-Joseph-et-Marie datant de 1724.